# Roggenburg (Bayern)

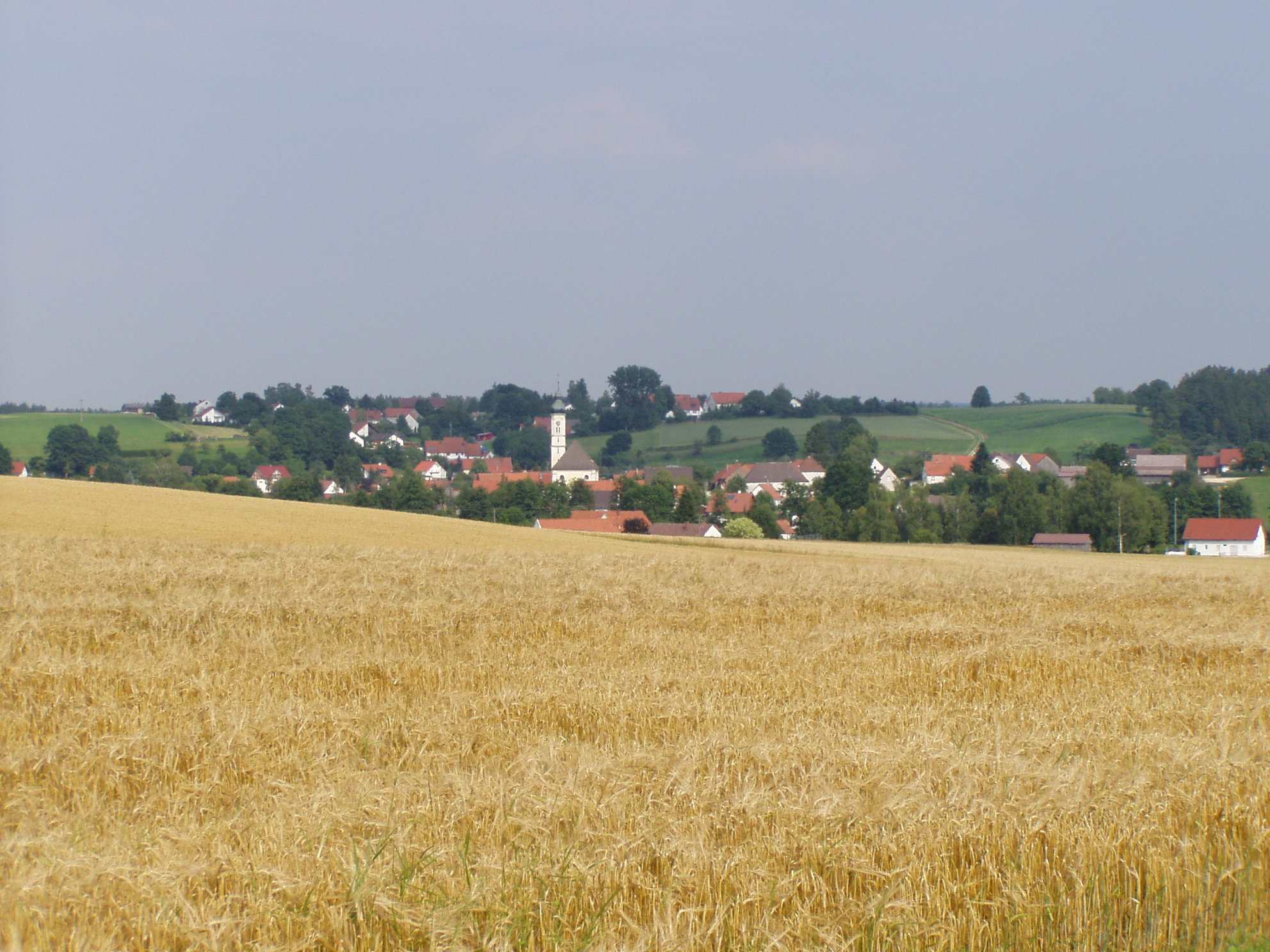
Ingstetten bei Roggenburg

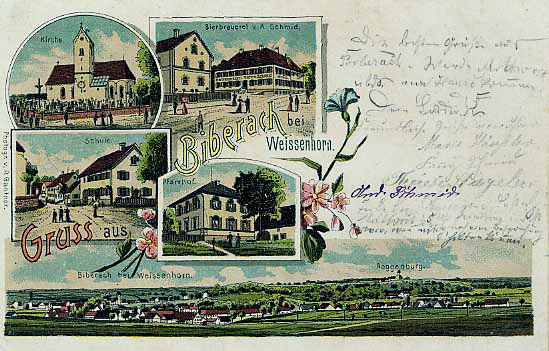
Gemeindeteil Biberach um 1900

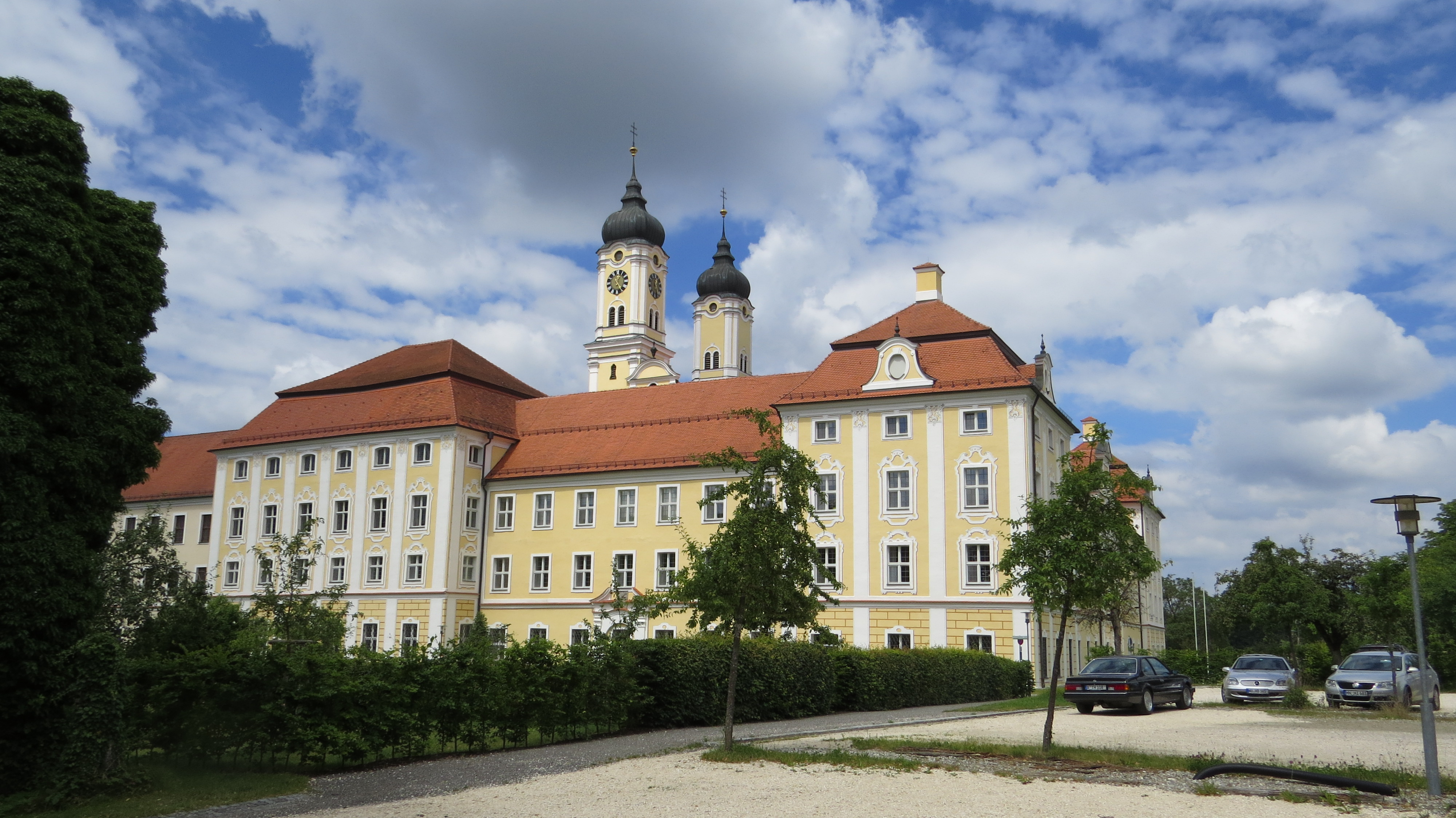
Kloster Roggenburg

Roggenburg ist eine Gemeinde im bayerisch-schwäbischen Landkreis Neu-Ulm.
Bekannt ist der Ort durch das Kloster Roggenburg, das heute wieder vom Orden der Prämonstratenser genutzt wird. An das Kloster angegliedert ist ein Umwelt- und Kulturzentrum mit überregionalem Einzugsbereich.

## Geographie
Der Ort in der Region Donau-Iller in Mittelschwaben liegt 30 Kilometer südöstlich von Ulm und 40 Kilometer nördlich von Memmingen. Die Ortsteile Roggenburg, Biberach und Meßhofen liegen an der Biber, die auch den 15 Hektar großen Langweiher durchfließt. Ingstetten, Schießen und Unteregg liegen am Osterbach.
Es gibt zehn Gemeindeteile: (ehemalige Gemeinden mit Gemeindeteilen, in Klammern Einwohnerzahl am 23. März 2023)
- Biberach (795) mit den Einöden Dirrfelden und Wenenden
- Ingstetten (340)
- Meßhofen (269) mit der Einöde Hochbuch (PLZ 89290) und Roggenburg (299)
- Schießen (929), Schleebuch (104) und Unteregg (84)

## Geschichte
Roggenburg war ursprünglich offenbar die Burg des früh ausgestorbenen Hochadelsgeschlechts derer von Bibereck.
Das bayerische Urkataster zeigt Roggenburg in den 1810er Jahren als einen Sitz des Deutschherrenordens mit dem Kloster, Ställen, Wirtschaftsgebäuden, fünf weiteren Herdstellen und drei Weihern.
Im Zuge der Gebietsreform in Bayern wurde am 1. Juli 1972 durch den Zusammenschluss der Gemeinden Biberach, Ingstetten und Meßhofen die Gemeinde Roggenburg neu gebildet. Sie wurde nach dem Kloster benannt. Schießen kam am 1. Mai 1978 hinzu.

### Einwohnerentwicklung
Zwischen 1988 und 2019 wuchs die Gemeinde von 2288 auf 2758, d. h. um 470 Einwohner bzw. um 20,5 %.
Die Einwohnerzahl am 23. März 2023 betrug 2820.

## Politik

### Gemeinderat
Der Gemeinderat besteht aus 14 Mitgliedern und dem Ersten Bürgermeister. Die Kommunalwahlen seit 2014 führten zu folgenden Stimmenanteilen und Sitzverteilungen:
| Jahr |               | ÜWV Schießen | FW Meßhofen/Roggenburg | WG Biberach | WG Ingstetten | Gesamt | Wahlbeteiligung |
| ---- | ------------- | ------------ | ---------------------- | ----------- | ------------- | ------ | --------------- |
| 2014 | Sitze         | 5            | 3                      | 4           | 2             | 14     | 61,3 %          |
| 2014 | Stimmenanteil | 35,4 %       | 22,5 %                 | 25,7 %      | 16,5 %        | 100 %  | 61,3 %          |
| 2020 | Sitze         | 5            | 3                      | 4           | 2             | 14     | 60,5 %          |
| 2020 | Stimmenanteil | 33,2 %       | 23,5 %                 | 25,9 %      | 17,4 %        | 100 %  | 60,5 %          |

### Bürgermeister
Zum Bürgermeister wurde bei den Kommunalwahlen 2014 Mathias Stölzle mit 98,4 % der abgegebenen gültigen Stimmen gewählt (Wahlbeteiligung: 61,2 %); am 15. März 2020 wurde er mit 96,3 % der Stimmen für weitere sechs Jahre gewählt.

### Wappen
| Wappen Gde. Roggenburg | Blasonierung: „Durch eine eingeschweifte rote Spitze, darin auf grünem Dreiberg drei goldene Roggenähren, gespalten; vorne in Silber ein linksgewendeter rot bewehrter schwarzer Biber, der einen silbernen Fisch im Maul hält, hinten geviert von Silber und Schwarz.“ |
| Wappen Gde. Roggenburg | |

## Baudenkmäler
Herausragendes Baudenkmal ist das Kloster Roggenburg des Ordens der Prämonstratenser.